# Полиция Азербайджана
Поли́ция Азербайджа́на (азерб. Azərbaycan polisi) — правоохранительный орган Азербайджана, входящий в структуру Министерства внутренних дел, центральный исполнительный орган.

## История

### Период Российской империи
10 апреля 1840 года в Баку было создано полицейское управление. Управление было подчинено Министерству внутренних дел Российской империи.
Полиция занималась охраной общественного порядка, борьбой с преступностью.
В 1867 году в Баку учреждено губернское жандармское  управление полиции. Позднее оно было преобразовано в Бакинское Управление полиции.
В уездах действовали уездные управления полиции.
В черте города действовали участковые пункты полиции.
С 1882 года Бакинский уезд делился на Бакинский, Маштагинский, Сарайский, Балаханско-Сабунчинский, Кешлинский, Бибихейбатский участковые пункты.
Действовали квартальные смотрители, городовые.
В 1897 году было создано Бакинско-Сабунчинское полицмейстерство.
28 октября 1906 года Бакинское Управление полиции преобразовано в  Бакинское  Полицмейстерское Управление. Действовала портовая полиция, розыскная полиция, уголовная полиция.
В сентябре 1911 года создано бюро антропометрии и дактилоскопии.

### Период Азербайджанской Демократической Республики
2 июля 1918 года был подписан циркуляр о кадровых назначениях в полиции и была учреждена полиция АДР.
К 1919 году численность полиции составляла 9661 чел.

### После 1991 года
5 июня 1992 года вышло Постановление Верховного Совета Азербайджанской Республики о «Переименовании находящихся в составе Органов Внутренних дел милиции в полицию», таким образом милиция стала называться полицией.

## Общие сведения
Юридическая база полиции состоит из законов «О полиции», «Об оперативно-розыскной деятельности», «Об утверждении Положения о прохождении службы в органах внутренних дел Азербайджанской Республики» (2001), международных договоров.
28 октября 1999 года был принят закон «О полиции».
Профессиональный праздник — День сотрудников полиции ежегодно отмечается 2 июля.

## Задачи
Полиция предназначена для защиты жизни, здоровья, прав и свобод человека, законных интересов государства, охраны собственности, обеспечения законности и правопорядка. К числу обязанностей полиции относятся:
- обеспечение и охрана общественного порядка
- предотвращение и раскрытие преступлений и административных правонарушений, а также их учёт
- проведение оперативно-разыскных мероприятий
- обеспечение безопасности дорожного движения
- охрана государственных учреждений и иных объектов
- ведение визовых регистрационных дел

## Структура
Существуют три уровня полиции Азербайджана:
- Министерство внутренних дел, состоящее из 20 главных управлений
- региональные управления внутренних дел, а также Управление города Баку и Управление по Нахичеванской Автономной Республике
- городские, районные управления внутренних дел[3]

Управления МВД:
- Главное управление следствия и дознания;
- Главное управление уголовного розыска;
- Главное управление по борьбе с организованной преступностью;
- Главное управление по борьбе с наркотиками;
- Главное управление по борьбе с торговлей людьми;
- Главное управление общественной безопасности;
- Главное управление охраны;
- Главное управление полиции на транспорте;
- Главное управление дорожной полиции;
- Главное паспортное, регистрационное и миграционное управление;
- Управление внутренней безопасности;
- Служба оперативного управления дежурными частями (на правах управления);
- Конная полиция[3].

В городе Баку действуют 37 отделений полиции. Начальником Главного управления полиции Баку является генерал-майор полиции Акбер Исмаилов.

## Нормативы для кандидатов
На службу в полиции может быть принято любое физическое лицо, прошедшее армейскую службу, или же окончившее учебное заведение для полицейских кадров. Возрастной ценз – 30 лет.
Прохождение подготовительных курсов является обязательным.
Для поступления в ряды полиции требуется принесение клятвы.
Сотрудникам полиции запрещается заниматься политической, предпринимательской, коммерческой и иными видами деятельности.
Им также запрещено быть членом политической партии.

## Специальные звания сотрудников полиции
Перечень специальных званий:
Рядовой состав:
- Рядовой полиции;

Младший начальствующий состав:
- Младший сержант полиции;
- Сержант полиции;
- Старший сержант полиции;

Средний начальствующий состав:
- Младший лейтенант полиции;
- Лейтенант полиции;
- Старший лейтенант полиции;
- Капитан полиции;

Старший начальствующий состав:
- Майор полиции;
- Подполковник полиции;
- Полковник полиции;

Высший начальствующий состав:
- Генерал-майор полиции ;
- Генерал-лейтенант полиции;
- Генерал-полковник полиции[3]

Лицам, занимающим должности высшего начальствующего состава, могут быть присвоены высшие воинские звания.